# 延斯·赫格勒
延斯·赫格勒（德語：Jens Hegeler；1985年1月22日—）是一位德國足球運動員。在場上的位置是中場。他現在效力於英冠球隊布里斯托尔城。他在2014年5月8日加盟柏林赫塔。